# Jan IV van Arkel (1314-1360)
Jan Herbaren IV van Arkel (ca.1314 - overleden 5 mei 1360) was heer van Arkel vanaf 1326 tot zijn dood.

## Biografie
Hij was een zoon van Jan III van Arkel en Mabelia van Voorne. 
Jan IV werd kort na de dood van zijn vader vertrouweling en adviseur aan het hof van Holland voor Willem IV. Toen zijn halfbroer Jan tot bisschop van Utrecht werd verkozen, trok hij zich terug uit het Hollands bestuur. Zijn macht bleef echter groeien door het verkrijgen van meer grondgebied. 
Dat werd anders zodra graaf Willem IV omkwam bij de slag bij Warns in 1345. De tegenstelling met het geslacht Duivenvoorde werd verscherpt, toen Willem van Duivenvoorde een belangrijke plaats innam in het bestuur van Margaretha van Beieren. Jan IV sloot zich daarom aan bij Willem V van Holland. Hij steunde zijn halfbroer in het conflict met het Oversticht met een lening en steunde Reinoud III, hertog van Gelre tijdens het Beleg van Tiel in 1350 . De tegenstelling tussen moeder (Margretha) en zoon (Willem V) groeide meer en meer, waardoor Van Arkel hem ook verder in de strijd tegen Margaretha steunde. Hij kreeg daarbij de heerlijkheden van de Lek en Haastrecht toegewezen. Er werd een Kabeljauwse verbondsakte getekend, samen met drie andere Kabeljauwen, te weten Gerard III van Heemskerk, Gijsbrecht II van Nijenrode en Jan I van Egmont. Dit luidde de Hoekse en Kabeljauwse twisten in. 
Zo krijgt Jan IV een belangrijk aandeel in de eerste strijd tussen Hoeken en Kabeljauwen. Hij nam deel aan den slag op de Maas (1351) en was opperbevelhebber bij het Beleg van Geertruidenberg (1351-1352). Zodra Willem V zich weer verzoende met de Hoeken in 1355 moest Jan IV weer wat landerijen inleveren, wat tot een conflict leidde dat pas in 1359 werd opgelost door middel van leengoederen.
Nadat Willem V wegens krankzinnigheid zijn regering moest neerleggen, stelde Jan IV zich tegenover Albrecht van Beieren op. Jan van Arkel zag liever dat hij en zijn aanhang het bestuur toevertrouwden aan Machteld van Lancaster (1358), vrouw van Willem V. De vrede kwam echter kort daarop tot stand.
Jan IV overleed in het voorjaar van 1360 en werd opgevolgd door zijn zoon Otto van Arkel.

## Vrouw en kinderen
Jan IV huwde in 1327 met Irmengarde van Kleef, dochter van Otto de graaf van Kleef. Dit huwelijk bracht flinke aanzien binnen het geslacht van Arkel en de graaf van Holland noemde hen Zijne lieve neve. Ze kregen vier kinderen samen:
- Machteld (1330-1381), huwde Willem V van Horne, heer van Altena
- Jan (1352†)
- Otto
- Elizabeth (1365-1407), huwde Borre van Haamstede. Geboortejaar Elizabeth kan niet kloppen, gezien overlijdensdatum Jan IV.

Verder had hij vier bastaard kinderen: Jan van Kervenem, Jan van der Donk (ridder 1364), Jan van Wolferen en Goedeken.